# Harold Gordon Henderson
Harold Gordon Henderson, britanski general, * 1895, † 1966.